# دنهام براون
دنهام براون (بالإنجليزية: Denham Brown)‏ مواليد 6 يناير 1983 في تورونتو، هو لاعب كرة سلة كندي. بدأ مسيرته الاحترافية في سنة 2006. تم اختياره من قبل فريق سياتل سوبرسونيكس خلال الدرافت. يبلغ طوله 6 قدم 6 بوصة (2.0 م).

## المسيرة الاحترافية
لعب مع غلطة سراي لكرة السلة في الدوري التركي في سنة 2007، ثم لعب مع بالاكانسترو كانتو في الدوري الإيطالي في سنة 2007، ثم لعب مع نادي دنيبرو لكرة السلة في موسم 2010–2011.

## روابط خارجية
- دنهام براون على موقع الاتحاد الدولي لكرة السلة (الإنجليزية)
- دنهام براون على موقع سبورتس رفرنس (الإنجليزية)
- دنهام براون على موقع كرة السلة الأوروبية.كوم (الإنجليزية)
- دنهام براون على موقع كلية كرة السلة في سبورتس رفرنس.كوم (الإنجليزية)
- دنهام براون على موقع ريلجم (الإنجليزية)
- دنهام براون على موقع بروبوليرز (الإنجليزية)
- دنهام براون على موقع سبورتس رفرنس (الإنجليزية)
- دنهام براون على موقع سبورتس رفرنس (الإنجليزية)